# Paul Watzlawick

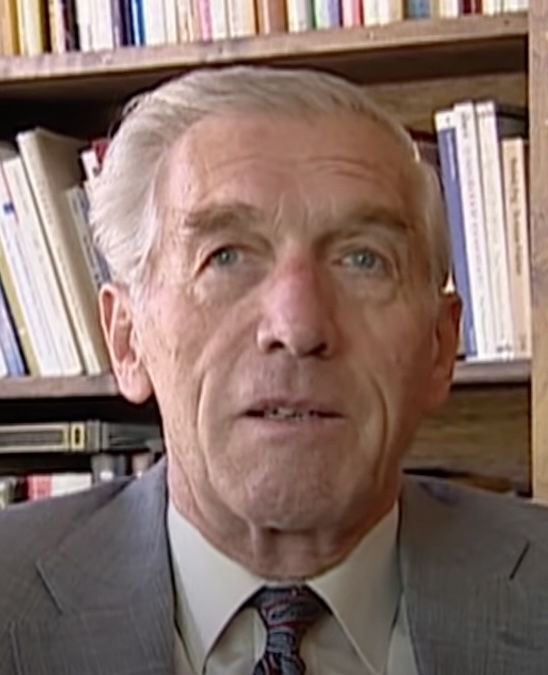
Paul Watzlawick

Paul Watzlawick (n. 25 iulie 1921, Villach, Carintia, Austria – d. 31 martie 2007, Palo Alto, California, SUA) a fost un psihoterapeut, sociolog, filozof și scriitor american de origine austriacă.
Este cunoscut pentru lucrările și conferințele sale din domeniul teoriei comunicării. În ceea ce privește teoria cunoașterii, a adoptat conceptele constructivismului radical. În psihoterapie susținea opinia că suferința este creată chiar de individ în încercarea de a-și rezolva problemele emoționale.

## Scrieri
- 1969: Menschliche Kommunikation – Formen, Störungen, Paradoxien
- 1974: Zur Theorie und Praxis menschlichen Wandels
- 1976: Wie wirklich ist die Wirklichkeit – Wahn, Täuschung, Verstehen
- 1978: Gebrauchsanweisung für Amerika – Ein respektloses Reisebrevier
- 1981: Die erfundene Wirklichkeit
- 1983: Anleitung zum Unglücklichsein
- 1986: Vom Schlechten des Guten oder Hekates Lösungen
- 1988: Die Unsicherheit unserer Wirklichkeit – Ein Gespräch über den Konstruktivismus
- 1988: Münchhausens Zopf oder Psychotherapie und „Wirklichkeit“
- 1992: Vom Unsinn des Sinns oder vom Sinn des Unsinns
- 2006: Wenn du mich wirklich liebtest, würdest du gern Knoblauch essen – Über das Glück und die Konstruktion der Wirklichkeit
- 2011: Man kann nicht nicht kommunizieren.